# Avenida Pío XII (Pamplona)
La avenida de Pío XII (en euskera: Pio XII Etorbidea) es una de las avenidas más grandes e importantes de la ciudad de Pamplona. Considerada una de las tres arterías principales de la ciudad, junto a la avenida de la Baja Navarra y la avenida de Bayona. Tiene una extensión de 3 km.
La avenida no cruza dentro de ningún barrio de la ciudad. Se encuentra en la división entre los barrios del Casco Viejo, Primer Ensanche, San Juan, Iturrama, Mendebaldea y termina a la entrada de Echavacóiz.

## Historia

### Carretera de Estella
Inicialmente, por el trazado de la avenida discurría la antigua carretera que comunicaba la antigua ciudad amurallada con Estella y Logroño. A medida que la ciudad fue creciendo, se comenzó a urbanizar la carretera a raíz de las construcciones que se fueron levantando en los inicios del barrio de Iturrama y San Juan, convirtiéndose en una ancha carretera con un carril por cada sentido de circulación. 

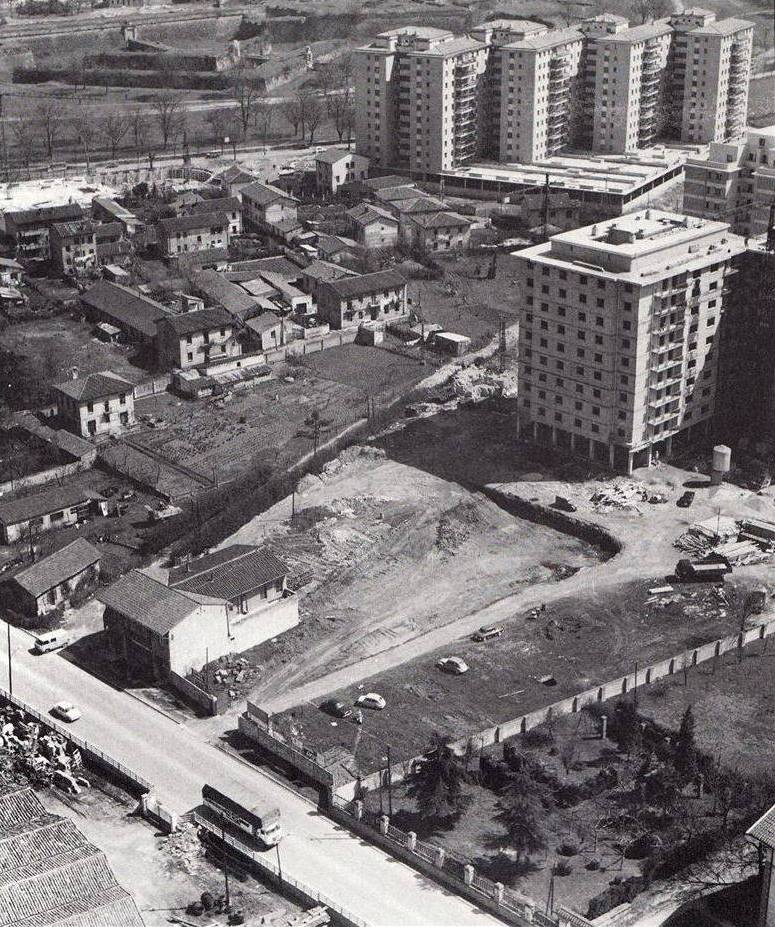
Años 70.

A finales de 1960 se comenzó a convertir la carretera en una ancha avenida de dos carriles por sentido, desde el tramo que limitaba con la nueva avenida del Ejército hasta la calle Monasterio de Urdax. Durante la década de los 70, el rápido crecimiento de la población hizo que se empezaran a levantar altos edificios de 7-10 plantas en las orillas de la avenida, de manera desordenada, mezclándose con las antiguas casas.  

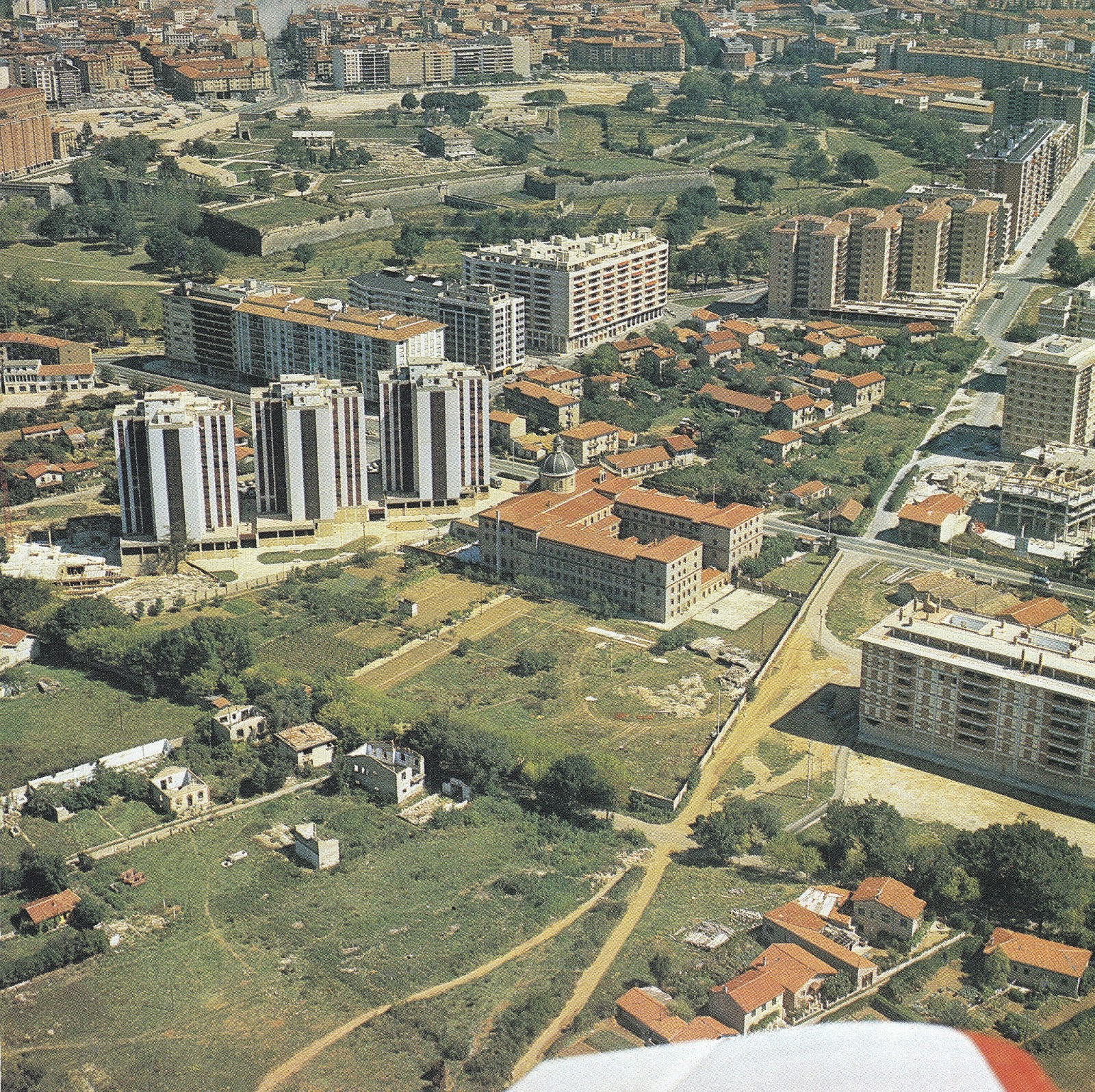
Año 1974.

### Re-urbanización de la avenida en 1985
En 1985 se dio lugar la consolidación de la avenida como una de las mayores arterias de la ciudad. Una vez desarrollado por primera vez el primer plan urbanístico ordenado de Pamplona, se proyectó una ancha avenida, compuesta de tres carriles en ambos sentidos de circulación, que dio forma y unificó los desarrollos urbanísticos desordenados que se dieron años atrás, sobre lo que fue la antigua carretera a Estella y Logroño. 

Anchas aceras pavimentadas con buenos materiales, nuevos árboles en una ancha mediana y aceras y aparcamientos en paralelo unieron los en aquel entonces nuevos barrios de San Juan e Iturrama, a la vez que se dio una comunicación rápida al eje Zizur/Hospitales con el centro de Pamplona. Los cruces principales se resolvieron con conjuntos semafóricos, suficientes para el volumen de tráfico de aquellos años.   

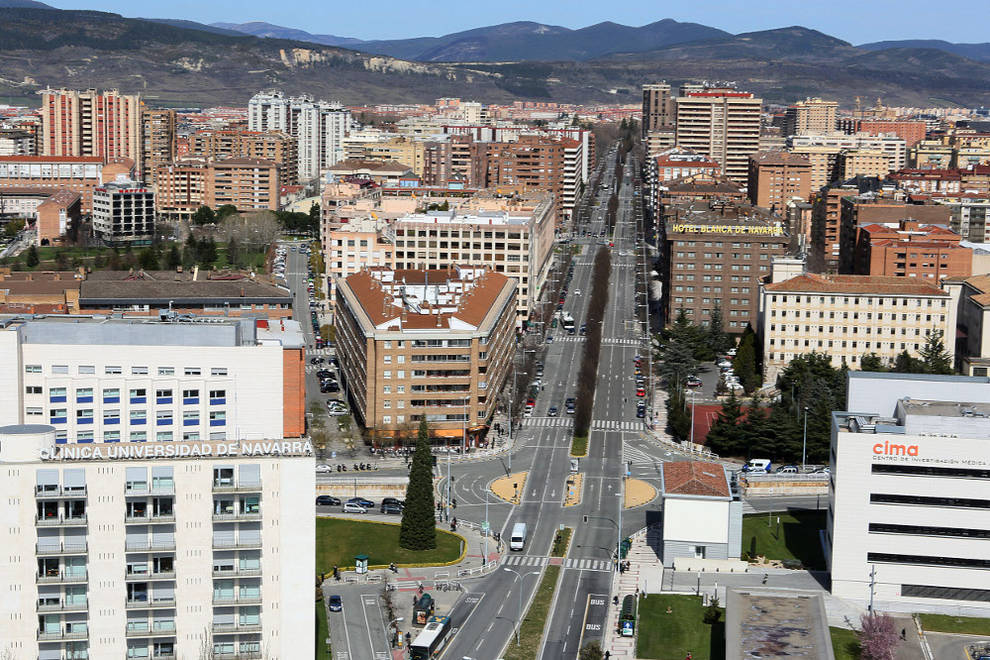
Año 2010.

A principios de los años 90, se suprimió el carril bici, por desuso y falta de aparcamiento en superficie, sustituyéndolo por espacio para aparcamiento. En esta misma década, el volumen de tráfico aumentó considerablemente a causa de los desarrollos urbanísticos del barrio de Mendebaldea, Barañáin y Zizur.

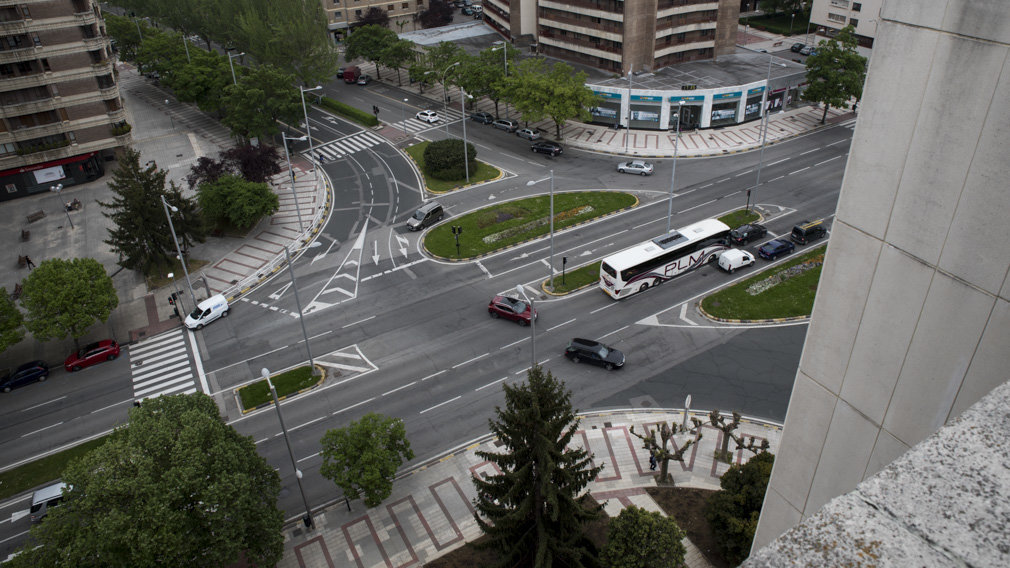
Año 2011.

### Reforma de la avenida en 2018
En 2017, la Junta de Movilidad del Ayuntamiento de Pamplona, encabezada por el concejal de Aranzadi-Podemos, Armando Cuenca, anunció la propuesta y creación de un proyecto de urbanización para Pío XII dentro del marco de su proyecto de movilidad sostenible para Pío XII.
Inicialmente se propuso modificar los tres carriles por vía más los espacios de aparcamiento en paralelo de cada dirección por dos carriles, uno de ellos de uso exclusivo de autobuses y vehículos especiales (ambulancias y policía), y la posibilidad de dejar o no espacios de aparcamiento en paralelo, el resto sería destinado a un carril bici bien asfaltado y la ampliación de la acera peatonal.
El proyecto fue acogido de diferentes maneras, siendo muy apoyado por los sectores afines a los partidos que lo propusieron (Aranzadi-Podemos e I-E) y muy discutido por otros sectores como el de los comerciantes de la zona, que aseguraban que perderían volumen de ventas como ya ha ocurrido tras el Plan de Amabilización del Casco Viejo.
El proyecto se puso en marcha de manera oficial el 4 de septiembre de 2017 y se espera comenzar las obras en el primer semestre de 2018 con un presupuesto de 1,3 millones de euros. A los pocos días de ponerse en marcha el proyecto, los comerciantes de la zona empezaron una campaña para solicitar al ayuntamiento que parase el proyecto.
Al año siguiente de la reforma que dejó la avenida como una vía de 2 carriles + ciclovía por sentido, la Cámara de Comptos señaló que las obras costaron al consistorio pamplonés un total de 1,6 millones de euros, un 22 % más de lo presupuestado, incumpliendo así la Ley Foral 6/2006 que estipula que si un contrato público supera el 20 % debe resolverse automáticamente, cosa que no se hizo.
Con la entrada a la alcaldía de Enrique Maya (Na+) en sustitución de Joseba Asiron (Bildu), éste detuvo uno de los últimos detalles del proyecto de Pío XII consistentes en poner jardineras (en concreto, un tipo de parterres) en las zonas de separación de la vía y la calzada, haciendo Maya que estas quedasen como 50 plazas de aparcamiento aduciendo la gran bajada de estas tras la reforma. El proyecto de las jardineras se recuperó en 2021 con propuestas de Navarra Suma para incluirla en los presupuestos de 2022 con la condición del apoyo a los mismos del grupo municipal del PSN.
En 2023 sigue existiendo una partida presupuestaria de 500.000 euros para finalizar las obras del proyecto original que hasta el momento suma 5 años sin haber concluido.

## Recorridos
La avenida comienza en la rotonda donde se encuentra el hotel 3 Reyes, que separa la calle de la taconera, una extensión de la avenida de Guipúzcoa que sube desde los barrios de San Jorge y Rochapea por el parque Trinitarios atravesando el Portal Nuevo del recinto amurallado de Pamplona; la avenida de las Navas de Tolosa, que cruza el Parlamento de Navarra; la calle nueva, que se adentra en el Casco Viejo y la propia avenida Pío XII.
Desde ahí comienza su recorrido quedándole el parque de la Taconera a su derecha hasta hacer un cruce con la avenida del Ejército, tras lo cual le queda la Ciudadela a su izquierda. Después, la avenida hace de separación entre los barrios de Iturrama y San Juan. Tras llegar a una glorieta de calamar de un único nivel con la avenida de Navarra, la avenida Pío XII se adentra en el campus universitario de la Universidad de Navarra, estando su final en el final del mismo, a la entrada de Echavacóiz, comenzando la avenida de Arostegui.

### TUC Pamplona
Al ser la avenida una de las principales vías de transporte de la ciudad, un gran número de líneas del bus comarcal del área metropolitana de Pamplona (conocidas coloquialmente como villavesas) pasan por ella e incluso tienen una o dos paradas. 
Hay cuatro líneas diurnas que se podrían considerar las propias de la avenida, las cuales son la línea 1, la 2, la 4 y la 15; junto a las líneas nocturnas N1 y N2. Aparte de estas, otras cinco líneas diurnas y una nocturna (8, 9, 10, 12, 18 y N7) pasan en un pequeño tramo cercano al Primer Ensanche donde tienen una parada cerca del comienzo de la avenida en la rotonda que separa la avenida de Pío XII de la avenida de las Navas de Tolosa, de la calle nueva y de la calle de la Taconera.

## Nombres
Antiguamente se conocía a la avenida con el nombre de Carretera de Logroño, dado que desde la misma se puede salir dirección a la A-12, dirección Estella (a 31 km) y Logroño (a 84 km).